# 廣島連合
廣島連合（ひろしまれんごう）は、田中宏の漫画作品に登場する架空の団体。通称「廣連」。
いずれも共通の世界観を持つ『BADBOYS』・『BADBOYS グレアー』・『女神の鬼』に登場する広島の暴走族、またはその連合組織である。

## 概要
村越宏明が作った「第一次廣島連合」、佐々木俊明が作った「“僭称”廣島連合」、大友勝将が作った「第二次廣島連合」と時期により3つの廣島連合が存在している。
このうち、佐々木が作った連合については、順序としては第二次に相当するが、勝将の作った連合が第二次廣島連合と称されるため、第○次とは呼ばれない。
これらの廣島連合に共通する目標は“広島完全統一”を成し遂げることである。
このうち、第一次廣島連合初代は村越らによって実力で完全統一を実現する。松尾総長の二代目、山方総長の三代目、五島総長の四代目の時代には完全統一を達成していない。
“僭称”廣島連合は完全統一の過程において、佐々木が桐木司に敗れて、完全統一は出来なかった。
第二次廣島連合は、勝将の父・大友勝恋と虎鮫銀次郎の母・虎鮫津紀子が結婚して義理の兄弟になった事により、勝将率いる廣島連合と銀次郎率いる「陴威窠斗（ビイスト）」とが結束し、完全統一が成された。

## 第一次廣島連合
村越がケンカのない仲良し連合を目指して、広島中の中学校をまとめ上げようとしたのがきっかけだった。
決して一枚岩の組織ではないのが第一次廣島連合の特徴でもある。初代・村越の時代には（加入以前から敵対していたとはいえ）松尾率いる松尾派との内紛が絶えなかった。そして、連合内で力をつけた松尾は、最終的に村越を殺害して二代目総長として連合の実権を握る。
三代目・山方の時代は不明だが、四代目・五島の時代にも副総長・東との暗闘が見え隠れしている。

### 初代 中心メンバー
村越 宏明 （むらこし ひろあき）
第一次廣島連合初代総長。のちに「伝説の単車」と呼ばれる事になるZ400FXの所有者。松尾安三に殺害される。
山方 （やまがた）
第一次廣島連合特攻隊長。
中学時代、村越と対立するも、村越が友をやられてキレる姿を見て感動し、村越の友達となる。その後、連合の特攻隊長として働き、松尾によって村越が殺された際にはこの上ない怒りを見せた。
のちに第一次廣島連合の三代目総長を襲名。村越の乗っていた「伝説の単車」の最初の継承者となる。
引退後はヤクザの世界へ入り、松尾を殺す機会をうかがい実行する。
白石 勇 （しらいし いさむ）
第一次廣島連合幹部。
新田 大介 （にった だいすけ）
第一次廣島連合幹部。
田村 五郎 （たむら ごろう）
第一次廣島連合幹部。

### 二代目 中心メンバー
松尾 安三 （まつお やすぞう）
第一次廣島連合二代目総長。実質的には旧「華鉢帝国」（第一次廣島連合松尾派）の頭。
村越を殺害後、二代目総長を襲名。
内田 光 （うちだ　ひかる）
第一次廣島連合二代目幹部。実質的には旧「華鉢帝国」（第一次廣島連合松尾派）の一員。
榊原 忠 （さかきばら　ただし）
第一次廣島連合二代目幹部。実質的には旧「華鉢帝国」（第一次廣島連合松尾派）の一員。

### 四代目 中心メンバー
傘下のチームは「IRONWALL」「L.A.P」「神風／TEAM KAMIKAZE」「癇癪玉／CRACKER」「罵化拉陀」「HAZARD」「PINK SNAKE JYADOUJIN」「Ranpage」など。
五島 （ごとう）
第一次廣島連合四代目総長。「伝説の単車」の二人目の継承者となる。
「濁りの巣」抗争事件の後に引退し、先代総長の山方の後を追う形でヤクザの世界へ入る。
東 紳彌 （あずま しんや）
第一次廣島連合四代目副総長。愛車は「330グロリア」。
「濁りの巣」抗争事件以後、「鎖国島」への島送りとなる。島では当初「西側」に所属していたが、後に下平とともに離反。
下平 崇 （しもだいら　たかし）
第一次廣島連合（四代目）幹部。連合傘下の暴走族「IRONWALL（アイアンウォール）」総長。
「濁りの巣」抗争事件以後、「鎖国島」への島送りとなる。島では当初「西側」に所属していたが、後に東とともに離反。
吉弘 充行 （よしひろ みつゆき）
第一次廣島連合（四代目）幹部。華鉢支部、連合傘下の暴走族「癇癪玉（クラッカー）」総長。愛車は「X30マークII」。
「濁りの巣」抗争事件以後、癇癪玉メンバーのギザ、ウルメ、ンアらとともに「鎖国島」への島送りとなる。島では仲間とともに「東側」に所属。
北丸 薫 （きたまる かおる）
第一次廣島連合四代目特攻隊長。愛車は「GS400E」。
「濁りの巣」抗争事件以後、「鎖国島」への島送りとなる。島では「東側」に所属。「耳切り事件」以後行方不明となっていた兄・北丸蛍と再会を果たす。

## “僭称”廣島連合
佐々木が廣島連合の名前を使ったもの。当初、頭は佐々木と寺田龍次の二人であったが、二人が対決し、佐々木が頭となった。

### “僭称” メンバー
佐々木 俊明 （ささき としあき）
“僭称”廣島連合頭。幼い頃は子供の目の前で平気で複数の男と性行為に耽る程の色情狂のシングルマザーに育てられ、その後、母親は不倫相手の男の軽口「妻に掛けてあった多額の保険金を得つつ入籍」を真に受けて相手の妻を殺害、自らの行為を拒絶した不倫相手に逆上し再び殺害に手を染める。この二件の凶行の後、程無く佐々木の目の前で飛び降り自殺する。この時の強烈なトラウマ体験が後に佐々木の人格形成の萌芽となった。後の桐木司とのタイマン勝負で圧倒されるまで、恐怖感を味わった体験は皆無だった。司のタイマンに敗れた後、石本が運転する車が佐々木に突っ込み石本と共に微笑みながら死亡。18歳であった。
寺田 龍次 （てらだ　りゅうじ)
“僭称”廣島連合旗揚げ当初は佐々木と共同頭だったが、後に離反。不治の病（肺結核）を患っている。
石本 千春 （いしもと ちはる）
“僭称”廣島連合幹部。佐々木俊明唯一の理解者であり、半ば友人の様な関係になっていた時期もあった。“僭称”廣島連合旗揚げ前は野村豊と対立していた大阪の暴走族「狂連合」を使い、さして喧嘩も強く無く、謀略で天下をうかがう策士タイプの不良であったが、佐々木に出会ってからは大きく変貌・成長し、因縁の相手である四代目「廣島Night's（ナイツ）」総長・杉本博和にタイマンを挑む。しかし実力の差は明らかであり善戦するも敗れる。佐々木曰く、“僭称”廣島連合内で（佐々木自らと、かつて所属していた寺田龍次らに次いで）3番目に喧嘩が強い。佐々木が負けると同時に自身が運転する車で佐々木に突っ込み共に微笑みながら死亡。18歳であった。
新開 勝也 （しんかい かつや）
“僭称”廣島連合幹部。佐々木に力づくで屈服させられた際、胸部に大やけどを負わされ、現在も跡が残っている。
森 新太郎

江崎 健斗

他、作中で氏名は明かされていないが、下記の幹部も登場している。
- 八代目「極楽蝶（ごくらくちょう）」幹部三人（川中陽二、中村寿雄、岩見エイジ）とほぼ拮抗した実力を持つ二人組。内、一人は動きが機敏で素早い肥満体。佐々木によると、“僭称”廣島連合内で5〜6番目に喧嘩が強い。やられた振りをしてころあいを見て騙まし討ちに転じるのも得意技の一つ。
- 桐木司との直接対決を狙い続けている別の二人組。内、一人は茶髪リーゼントで口髭を生やしている。

## 第二次廣島連合
大友勝将の器のデカさに惚れこんだ、「蛇道神（じゃどうじん）」の柳正行、「ブルー・ビアード」の長谷川壮吉、「嚼呪（ざくしゅ）」の福沢仁らが立ち上げた。
連合を維持するために、連合内においてはいくつかの代表的な仕事がある。一つ目は「勝将ちゃんのおもり」と呼ばれている。その名のとおり、連合の頭である勝将は子供が好む遊びが好きであり、勝負に負けてしまうと、逆上して暴れてしまうことがある。勝将の暴走を止めるのが、この仕事の目的である。しかし、人並み外れた怪力を持つ勝将を止めるのは、並大抵の事ではない。連合メンバーの中では、これが一番キツイと言う者もいるが、メンバーに信頼された者しか回ってこない大切な仕事でもある。
二つ目は「巡回」と呼ばれている。街中をただ歩くというものではなく、連合に文句をつけてくる者たちとの最初の接点でもある。急速に増殖した組織ゆえに、チームを潰された者たち、連合メンバーに恨みを持つ者たちが襲撃してくる（大抵は刃物を持って、刺殺しようとする場合がほとんどである）。
三つ目は「魑魅魍魎」と呼ばれている。これは連合の裏仕事と言われている。連合の隠し部屋提供者の要望に応じての出張奉仕をすることである。その内容は、粗相のないように求められるハードプレー、恥辱プレーを全力でこなす肉体接待である。制裁的な一面もあり、反広島連合に参加したメンバーも参加させられた。その他にあや姫誘拐犯の二人組も参加させられており、特にこの二人は執拗に“奥様”や地元の名士達主催のスワップに参加させられた上に迎えに来た蓮太達にも誘拐の件でいびられている。最終的に参加後は干物のようになるまで搾り取られるのが常の奥様への奉仕後も干からびないぐらいに鍛え上げられているため、それだけ執拗に参加させられていた事がうかがえる。

### 第二次 メンバー
大友 勝将 （おおとも かっしょう）
第二次廣島連合初代頭。村越宏明の生まれ変わり。
嵜島 昇喜郎 （さきじま しょうきろう）
第二次廣島連合メンバー。松尾安三の息子。支配欲をうかがわせる言動も時々見られたが、実際は権勢拡大にあまり興味を持たず、自身の出生の秘密や孤独感の充足を追い求めていた。
柳 正行 （やなぎ まさゆき）
第二次廣島連合内「蛇道神」頭。人数的に最大勢力であり、第二次廣島連合に参加するまでは広島最大の暴走族である十代目陴威窠斗と抗争を繰り返していた。蛇道神が警察の圧力で解散される事で、上部団体である第二次廣島連合において無所属構成員数の割合が激増した。
長谷川 壮吉 （はせがわ そうきち）
第二次廣島連合内「ブルー・ビアード」頭。裏ビデオ製作・販売「青髭屋」の収益・顧客ルート人脈を通じ、財政面で第二次廣島連合を最も支えている。
福沢 仁 （ふくざわ じん）
次廣島連合内「嚼呪」頭。お好み焼屋を経営。現在は肥満体型だが、かつては普通の体型だった。
山根 蓮太 （やまね れんた）
元・五代目「死龍王（しりゅうおう）」特攻隊長。
石田 凌 （いしだ りょう）
「蛇道神」メンバー。
北沢 新介 （きたざわ しんすけ）
「蛇道神」メンバー。情報収集能力に秀でる。
谷口 （たにぐち）
「蛇道神」メンバー。
赤木 トオル （あかぎ とおる）
「ブルービアード」メンバー。
近藤 悟 （こんどう さとる）
「ブルービアード」メンバー。
成瀬 （なるせ）
「ブルービアード」メンバー。
原田 大二 （はらだ だいじ）
「嚼呪」メンバー。
宇崎 （うざき）
「嚼呪」メンバー。
高田潤二 （たかだ じゅんじ）
元「鬼椅（キース）」頭。反第二次廣島連合の主要メンバー。のちに第二次廣島連合に加入。
山下 武 （やました たけし）
元・五代目「死龍王」総会長。反第二次廣島連合の主要メンバー。のちに第二次廣島連合に加入。
小泉 （こいずみ）
元「ブルービアード」メンバー。反第二次廣島連合の主要メンバー。のちに第二次廣島連合に加入。